# Slobodan Šnajder
Slobodan Šnajder (Zagreb, 8. srpnja 1948.) je hrvatski pisac i publicist.

## Životopis
Diplomirao je filozofiju i anglistiku na Filozofskom fakultetu u Zagrebu. Bio je suosnivač i urednik teatrološkog časopisa „Prolog“, te urednik edicije izdavačke kuće Cekade. Novele, eseje i kazališne komade objavljuje od 1966. godine. Od siječnja do lipnja 1993. bio je kolumnist dnevnika Glas Slavonije (Početnica za melankolike), a od 1994. do 2013. riječkog Novog lista (Opasne veze).
Izbor političkih kolumna koje je pisao u riječkom “Novom listu” od 1994. do 1999. objavio je u knjizi “Kardinalna greška”, a od 1999. do sredine 2004. u knjizi “Umrijeti pod zvijezdom”. Kolumne, kao i drame, imaju svojih poštovatelja i oponenata.
Od 2001. do 2004. bio je ravnatelj ZKM-a. Čest je suradnik trećeg programa Hrvatskoga radija. Svoj prvi roman „Morendo“ objavio je 2012. Naredni roman „Doba mjedi“ objavljen 2015. dobio je mnogo nagrada. Obrazlaže da u pozadini Deklaracije o zajedničkom jeziku, koju je potom potpisao među prvima,  ne stoji nikakva politika.

## Važnije praizvedbe
Prva profesionalna izvedba bio je “Minigolf”, 1968., u tadašnjem Zagrebačkom dramskom kazalištu (danas Dramsko kazalište Gavella) u režiji Dina Radojevića.
U zagrebačkom Hrvatskome narodnom kazalištu praizvedena su tri njegova djela, “Kamov, smrtopis” 1978. i “Držićev san” 1980. u režiji Ljubiše Ristića, te 2003. “Nevjesta od vjetra” u režiji Ivice Boban. “Kamov, smrtopis” izveden je 2003. u Zagrebačkom kazalištu mladih u režiji Branka Brezovca. “Dumanske tišine” idu u red njegovih izvođenijih tekstova: Varaždin, Bitola (režija Vlado Milčin), Zagreb, Rijeka (režija Zlatko Sviben), Novi Sad (režija Mira Erceg).
Njegova drama koja je do danas predmet žestokih sporenja “Hrvatski Faust” imala je hrvatsku praizvedbu na Splitskom ljetu 1982. u režiji Dina Radojevića, da bi potom bila izvedena u Jugoslavenskom dramskom pozorištu u režiji Slobodana Unkovskog. Šnajderov “izlazak u svijet” počeo je godinom 1987. i upravo tim tekstom – kad je Roberto Ciulli u Theateru a.d. Ruhr postavio njegovu dramu “Hrvatski Faust”, odigravši je oko 100 puta u njemačkim zemljama, Europi i SAD. Posljednja predstava u kako-tako redovitom nizu bila je “Bauhaus”, ZKM, režija Paolo Magelli, početak 1990.
U 1990-ima isključen je iz hrvatskog kazališta političkom represijom i njegove drame nisu igrane do jeseni 1999. kad je u varaždinskom HNK-u Petar Veček postavio post-socijalistički grand-guignol “Kod Bijelog labuda”. Kako se politička zabrana nije dala protegnuti na Europu, upravo su u tom razdoblju mnogi njegovi tekstovi igrani izvan domovine, od Irske do Izraela: “Hrvatski Faust” (1993. u bečkom Burgtheateru, režija Hans Hollmann); “Zmijin svlak” (Tübingen, praizvedba koju je režirao Manfred Weber), Mülheim (Roberto Ciulli), Frankfurt/Main, Veroli/Rim (režija Petar Veček, na jeziku izvornika), Oslo, Kopenhagen, Beč, Varšava, Krakov, Dublin, Beograd); “Utjeha sjevernih mora” (Frankfurt/Oder, praizvedba na njemačkom, režija Michael Funke, "Nevjesta od vjetra" (Bochum, na njemačkom, u režiji Wernera Schroetera). Miloš Lazin postavio je Šnajderovu dramu “Ines & Denise”, nastalu u naročitoj suradnji pisca i redatelja, praizvevši je u Sarajevu 1997. Iste godine drama je imala francusku premijeru u Villeneuve-lès-Avignon.
Drama “Peto evanđelje”, pisana prema dnevniku Ilije Jakovljevića “Konclogor na Savi”, izvedena je u dvije verzije: njemačkoj, (Theater Kampnagel, Hamburg), te hrvatskoj (Zagreb, ZKM), obje 2004, u režiji Branka Brezovca.
Praizvedba drame “Kosti u kamenu”, prema nekim elementima političke biografije Josipa Broza Tita, izvedena je (na makedonskom) u Bitoli, u režiji Branka Brezovca, 2007. godine.  Tekst "Moja draga Tilla!", pisan za lutke postavila je 2010. Kruna Tarle, u koprodukciji Zagrebačkog kazališta lutaka i berlinske lutkarske akademije HfS Ernst Busch, koja je svoju njemačku verziju istog naslova praizvela u Leverkusenu i Berlinu. Praizvedbu “Enciklopedije izgubljenog vremena” u Varaždinu, (2011) kao i praizvedbu “Kako je Dunda spasila domovinu” u Puli (Istarsko narodno kazalište, 2012), režirala je Snježana Banović.

## Nagrade i priznanja
- Nagrada Branko Gavella za dramu Hrvatski Faust (1982.)
- Nagrada Marin Držić za dramu Kosti u kamenu (2006.)
- Nagrada Marin Držić za dramu Kako je Dunda spasila domovinu (2008.)
- Nagrada Marin Držić za dramu Enciklopedija izgubljenog vremena (2009.)
- Priznanje Kraljevskog pozorišta Zetski dom s Cetinja, za najbolji dramski tekst inspiriran djelom i životom Danila Kiša, objavljen na cjelokupnom prostoru bivše Jugoslavije, za komediju “Enciklopedija izgubljenog vremena” (2010.)
- Počasni doktorat Univerziteta za audioviozualne umjetnosti ESRA u Skopju (2011.)
- Nagrada Meša Selimović za roman Doba Mjedi (2016.)
- Nagrada Radomir Konstantinović za roman Doba Mjedi (2016.)
- Nagrada Kočićevo pero za roman Doba Mjedi (2016.)
- Nagrada roman@tportal.hr za roman Doba Mjedi (2016.)
- Nagrada Mirko Kovač za roman Doba Mjedi (2016.)
- Nagrada Višnja Machiedo za najbolje književno-esejističko djelo napisano na hrvatskom jeziku za knjigu eseja "Umrijeti u Hrvatskoj" (2019.)